# 米村千代
米村 千代（よねむら ちよ、1965年 - ）は、日本の社会学者、千葉大学文学部行動科学コース教授。専門は家族社会学、歴史社会学。

## 略歴
岡山県生まれ。国際基督教大学卒。東京大学大学院人文社会系研究科博士課程修了。博士(社会学)。千葉大学文学部行動科学コース教授。文学部長。

## 著書

### 単著
- 『「家」の存続戦略―歴史社会学的考察』（1999年、勁草書房）
- 『「家」を読む』（2014年、弘文堂）

### 共著・編著
- 西野理子・米村千代 編著『よくわかる家族社会学』（ミネルヴァ書房　2019）
- 藤崎宏子・池岡義孝 編著『現代日本の家族社会学を問う　多様化のなかの対話』（ミネルヴァ書房　2017）
- 比較家族史学会 編『現代家族ペディア』（弘文堂　2015）
- 『岩波講座　日本の思想　第6巻　秩序と規範　－「国家」のなりたち』（岩波書店　2013）
- 米村千代・数土直紀 編『社会学を問う』（勁草書房　2012）
- 岩上真珠 編著『〈若者と親〉の社会学――自立をめぐる意味の変容』（青弓社　2010）
- The Stem Family in Eurasian Perspective: Revisiting House Societies, 17th-20th Centuries (Peter Lang Pub Inc.　2009）
- 神原文子・杉井潤子・竹田美知 編著『よくわかる現代家族』（ミネルヴァ書房　2009）
- 國方敬司・長谷部弘・永野由紀子 編著『家の存続戦略と婚姻－日本・アジア・ヨーロッパ』（刀水書房　2009）
- 片倉比佐子 編『家族観の変遷　（日本家族史論集６）』（吉川弘文館　2002）
- 原純輔 編『近代化と社会階層（日本の階層システム１）』（東京大学出版会　2000）
- 『岩波講座　現代社会学19　＜家族＞の社会学』（岩波書店　1996）